# Ellen Fiedler
Pour les articles homonymes, voir Fiedler.
Ellen Fiedler (née Neumann le 26 novembre 1958 à Demmin) est une athlète allemande spécialiste du 400 mètres haies.
Concourant sous les couleurs de la République démocratique allemande, elle remporte la Coupe du monde des nations de 1981 et obtient deux ans plus tard la médaille de bronze des Championnats du monde inauguraux d'Helsinki, s'inclinant face aux soviétiques Yekaterina Fesenko-Grun et Ana Ambrazienė. Elle participe par ailleurs aux séries du relais 4 × 400 mètres mais n'est pas retenue en finale. 
Sixième des Championnats d'Europe de 1986, Ellen Fiedler décroche la médaille de bronze du 400 m haies lors des Jeux olympiques de 1988. Elle établit lors de cette compétition la meilleure performance de sa carrière en 53 s 63.

## Palmarès
| Date | Compétition                | Lieu      | Résultat | Épreuve     |
| ---- | -------------------------- | --------- | -------- | ----------- |
| 1981 | Coupe du monde des nations | Rome      | 1re      | 400 m haies |
| 1983 | Championnats du monde      | Helsinki  | 3e       | 400 m haies |
| 1986 | Championnats d'Europe      | Stuttgart | 6e       | 400 m haies |
| 1988 | Jeux olympiques            | Séoul     | 3e       | 400 m haies |